# 森林牧场

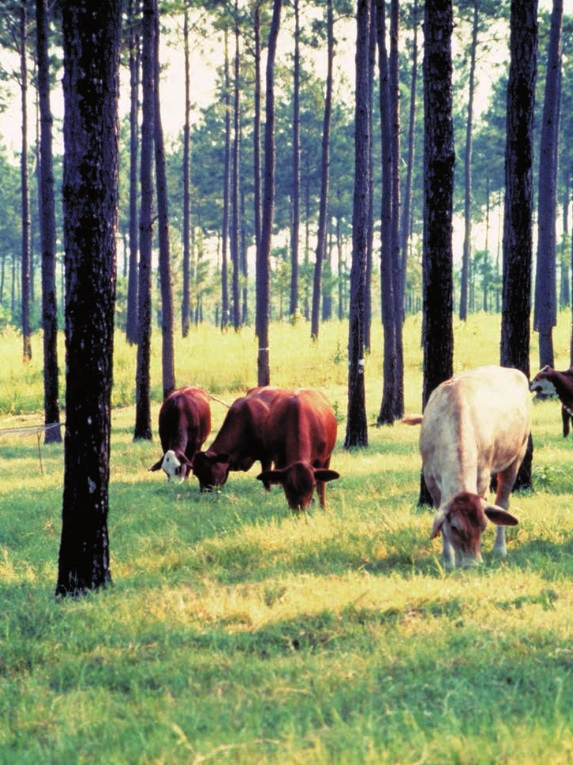
Silvopasture 整合了牲畜、草料和树木。（照片：美国农业部NAC）

森林牧场是以互惠互利的方式整合树木、草料和家养动物放牧的做法。它利用管理放牧的原则，是几种不同形式的农林业之一。 
由于树木作物、草料和牲畜的同时生产，妥善管理的森林牧场（放牧林地）可以提高整体生产力和长期收入，并且可以提供环境效益，并且已经在世界许多地方实践了几个世纪。森林牧场不同于林地中不受管理的放牧。

## 好处
开放式牧场系统是大规模砍伐森林、水资源供应减少和土壤养分增加到对生态系统和人类都有害的程度的结果。森林牧场的一个主要好处是提高农田利用率——林地牧场可以将未使用的林地用于生产，并在同一面积上生产多种产品。这使农场收入来源多样化并提高了农场的生存能力。已发现森林牧场可以增加野生动物的数量和多样性。

### 家畜
森林牧场系统中的树木为牲畜提供防晒和防风保护，这可以增加动物的舒适度并提高产量。树木可以在夏季提供遮荫，在冬季提供防风林，使牲畜能够调节自身温度。牲畜的热应激与采食量减少、饮水量增加以及对生产、生殖健康、产奶量、健康和寿命的负面影响有关。
某些树种也可以作为牲畜的饲料。树木可能结出果实或坚果，牲畜可以在树上或倒下后食用这些果实或坚果。树木的叶子也可以用作草料，森林牧场管理者可以通过砍伐树木将树木用作草料，以便牲畜食用，或者通过使用灌木或分枝来促进叶子在牲畜可以接触到的地方生长。 

### 饲料
在有利的条件下，管理良好的林地牧场系统可以生产与开放牧场系统一样多的草料。还观察到森林牧草系统在某些条件下生产的牧草比非森林牧草牧草的营养质量更高。与干旱条件下的开放牧场系统相比，森林牧场系统中的牧草可用性有所增加，树木遮荫和树根吸水相结合可能会减少干旱影响。

### 树木
森林牧场与水果、坚果和木材生产相兼容。放牧可以作为一种低成本的植被和杂草控制方法。森林牧场还可以帮助减少果园的病虫害——当收获后引入果园时，牲畜能够食用未收获的水果，防止病虫害通过这些未收获的水果传播，在某些情况下甚至会吃掉害虫本身。

## 方法
可以通过在现有牧场上种植树木或在现有林地中建立牧场来建立森林牧场。这两种方法在它们提出的挑战上有很大不同。

### 将树木融入牧场
在现有牧场上种植树木面临着几个挑战：必须保护幼树免受牲畜侵害，树木可能需要数年才能变得有生产力（取决于物种），并且在牧场上种植树木会限制未来将土地用于其他目的的能力。 

### 将牧场融入林地
将牧场整合到现有林地中也存在挑战：可能需要疏伐林地以增加光照渗透，这很耗时，可能需要重型机械，以及处理砍伐树木的策略。变薄的林地也可能会出现杂草和幼树的大量生长，必须加以处理以防止牧场长满。可能还需要在树下种植牧草，如果树木已经被砍伐，这一过程可能会很困难。

## 历史

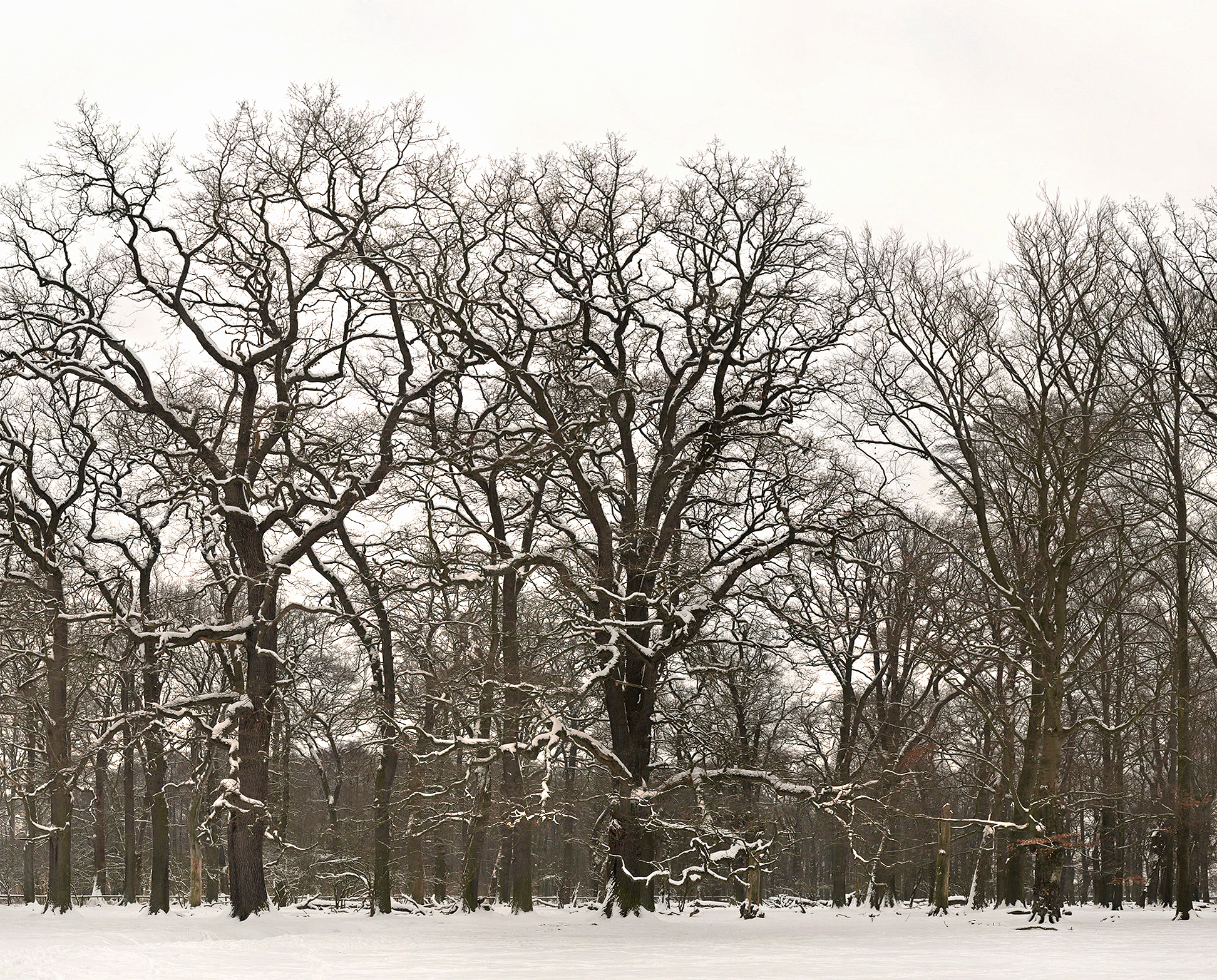
德国汉诺威Springe附近的冬季的木牧场

根据森林-牧场假说，某种形式的开阔、放牧的林地在被人类使用之前就已经是原始欧洲野林的一部分。直到 20 世纪，水果和坚果以及森林牧草系统覆盖了中欧的大部分地区，并且在某些地区仍然很普遍。 木材牧场是人类历史上最古老的土地利用方式之一， 是欧洲历史上的一种土地管理制度，在这种制度下，开阔的林地为放牧动物(尤其是羊和牛)提供了住所和饲料，同时也为林地产品提供了建筑和燃料用木材、制作木条和木炭用的修剪过的茎和用过的杆子。自罗马时代起，猪就被放生到山毛榉和橡树林中，以橡子和山毛榉树为食，还被放生到果园里吃掉落的果实。

## 英国

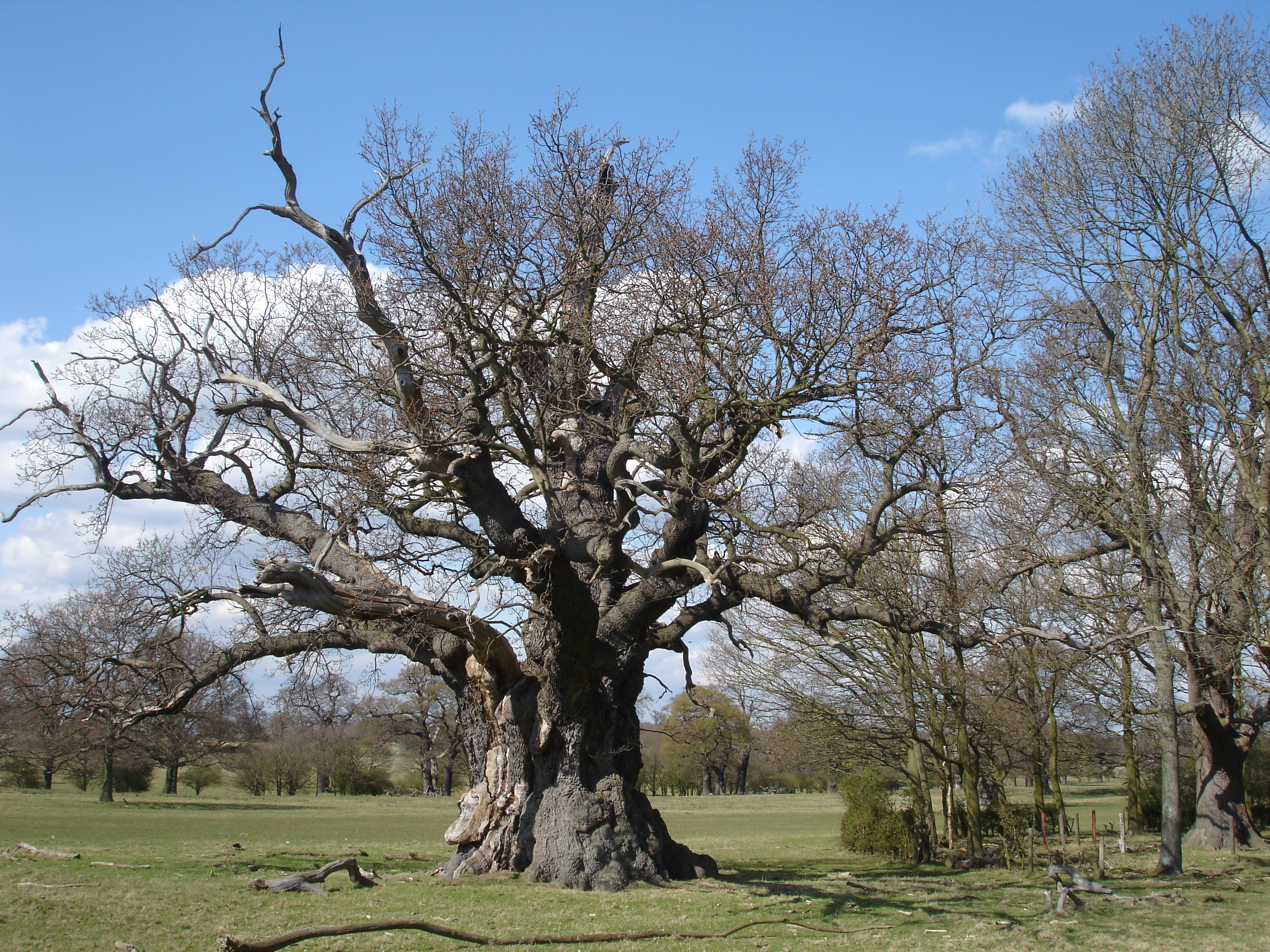
老牌波拉德橡树，温莎古老的木质牧场的标志

在森林国家网络实验中，研究了一系列地点的树种和种植密度。  在农场环境计划小册子中，自然英格兰的环境管理计划将木牧场定义为放牧草地、石楠地和/或林地植物群基质中的开放种植或高林结构。
他们的经验表明，羊利用树木避风。这可以提供显著的动物福利。然而，“羊时间”接近树木导致土壤压实，在树木密度非常低的情况下，土壤压实程度最大。一些植物学家建议以每公顷不少于400棵的价格种植树木，以确保良好的生长。
在苏格兰的许多古老林地中都可以发现古老的森林牧场管理的证据，如罗斯郡的拉萨尔·阿什伍德  和特罗萨克斯山脉的格伦·芬格拉斯。 属于巴克鲁公爵的达尔基思老树林，在古老的橡树下吃草，被指定为特殊科学兴趣遗址（SSSI）（或“ASSI”）。
埃平森林 是英格兰现存的主要森林牧场之一。在这里，放牧牛群与采伐树木作为燃料相结合，既供国内消费，也供出售。这一制度在劳顿教区继续进行，直到1879年被禁止。为了纪念这一习俗，用补偿款建造的镇上的公共大厅被称为“跳楼厅”。有控制的放牧和有限的放牧仍由保护人员进行。

## 美国
在美国，森林牧场是最可行和最突出的农林业实践。在美国东南部，长叶松/线草恢复项目已经试验了在树林中放牧牛对经济和生态的影响。这种防火树种最初生长在低密度，因此林下植物可供浏览动物使用。从16世纪起，该地区就被西班牙殖民者用作森林牧场，这种用途一直持续到20世纪初，同时砍伐树木以获取木材。到20世纪20年代，曾经占据德克萨斯州和弗吉尼亚州之间约9200万英亩（约3700万公顷）土地的长叶松大部分已被欧洲殖民者砍伐。树木的移除及其相关生态系统的丧失导致了严重的土壤侵蚀，并被密集的商业树木种植园和开阔的农田所取代。人们一直对残留的长叶松林和土地恢复项目的森林牧场感兴趣，有证据表明，木材和牛的多重收入流在经济上是有利的，以及野生动物恢复的好处。在这个栖息地可以找到的一些物种(例如红冠啄木鸟)受到法律保护，这意味着土地所有者可以增加经济补偿，作为进一步的收入来源。 

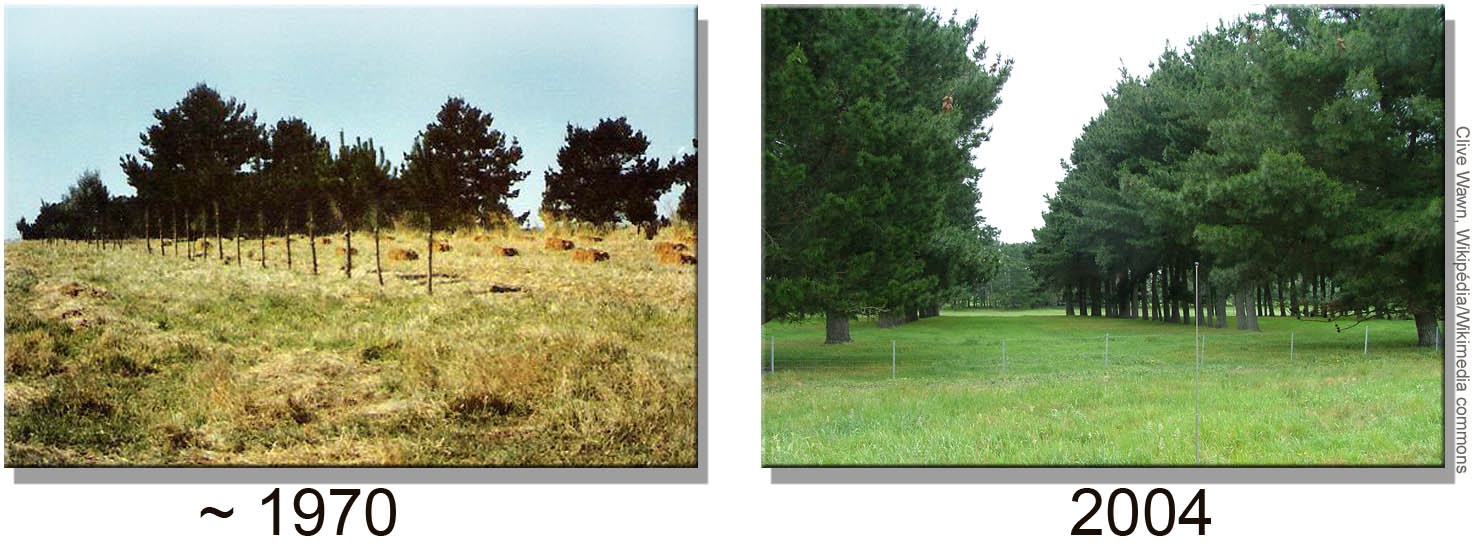
多年来的森林牧场